# Brahmenau
Brahmenau est une commune rurale de Thuringe (Allemagne), située dans l'arrondissement de Greiz et qui fait partie de la communauté d'administration Am Brahmetal.

## Géographie

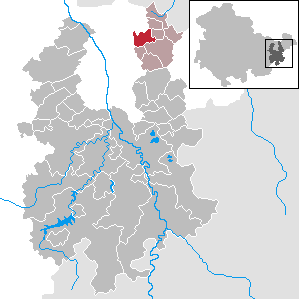
Situation de la commune (en rouge) dans l'arrondissement

Brahmenau est située au nord-est de l'arrondissement, à la limite avec la ville de Gera, sur la rivière Brahme, affluent de l'Elster Blanche à 4 km au nord-ouest de Großenstein, à 7 km au nord-est de Gera et à 37 km au nord de Greiz, le chef-lieu de l'arrondissement.
La commune est composée de trois villages : Brahmenau, Wüstenhain et Zschippach.
Communes limitrophes (en commençant par le nord et dans le sens des aiguilles d'une montre) : Hirschfeld, Bethenhausen, Großenstein, Schwaara et Gera (anciennes communes de Cretzschwitz, Dorna et Söllmnitz.

## Histoire
La commune de Brahmenau est née en 1937 de la fusion des trois communes de Culm, Waaswitz et Groitschen. Après la Seconde Guerre mondiale, en 1948, les communes de Wüstenhain et Zschippach furent incorporées au territoire de Brahmenau.
La première mention des villages qui ont formé la commune de Brahmenau date du XIVe siècle mais leur fondation, d'origine sorabe est beaucoup plus ancienne.
Ils ont fait partie de la Principauté de Reuss branche cadette (cercle de Gera) jusqu'en 1918. Ils ont rejoint le nouveau land de Thuringe en 1920 (arrondissement de Gera). Après la seconde Guerre mondiale, ils sont intégrés à la zone d'occupation soviétique puis à la République démocratique allemande en 1949 (district de Gera).

## Démographie
Commune de Brahmenau dans ses dimensions actuelles :
| 1910 | 1933 | 1939 | 1995 | 2000  | 2005  | 2010  |
| ---- | ---- | ---- | ---- | ----- | ----- | ----- |
| 504  | 514  | 554  | 778  | 1 101 | 1 088 | 1 008 |

## Communications
Les villages de Brahmenau et Zschippach sont situés sur la route régionale L1079 Gera-Bethenhausen, et à proximité de la nationale B2 Leipzig-Gera.
De 1901 à 1969, la commune a été desservie par la ligne de chemin de fer à voie étroite de la Wuitzer Eisenbahn Gera-Meuselwitz.